# San Buenaventura (Bolivie)
San Buena Ventura est une ville du département de La Paz en Bolivie située dans la province d'Abel Iturralde. Sa population s'élevait à 2 264 habitants en 2001.